# Saint-Magne-de-Castillon

Saint-Magne-de-Castillon este o comună în departamentul Gironde din sud-vestul Franței. În 2009 avea o populație de 1.826 de locuitori.

## Evoluția populației
| An        | 1975  | 1982  | 1990  | 1999  | 2006  | 2009  |
| --------- | ----- | ----- | ----- | ----- | ----- | ----- |
| Populație | 1.455 | 1.531 | 1.640 | 1.757 | 1.778 | 1.826 |